# Нік Пападакіс
Нік Пападакіс (англ. Nick Papadakis, нар. 6 березня 1943, Афіни) — канадський футболіст грецького походження, що грав на позиції нападника у тому числі за національну збірну Канади.

## Клубна кар'єра
Народився 6 березня 1943 року в Афінах. Згодом емігрував до Канади, а згодом вступив до коледжу в Оніонті (штат Нью-Йорк), де став лідером студентської команди «Гартвік Гокс», за яку грав протягом 1963-1966 років.
1968 року дебютував у професійному футболі, ставши гравцем «Атланта Чіфс», команди, що того року стала переможцем Північноамериканської футбольної ліги. Утім внесок Пападакіса обмежився участю у двох матчах, після чого він того ж року перейшов до «Вашингтон Дартс».
1969 року повернувся до «Атланта Чіфс», за яку грав до завершення ігрової кар'єри у 1973 році.

## Виступи за збірну
1968 року дебютував в офіційних матчах у складі національної збірної Канади, відзнасившись двома голами у ворота збірної Бермудських островів у грі відбору на ЧС-1970. Згодом того ж року взяв участь у ще трьох матчах відбіркового турнурі, який канадцям подолати не вдалося.
| Дата       | Місто    | Господарі          | Результат | Гості              | Турнір            | Голи | Примітки |
| ---------- | -------- | ------------------ | --------- | ------------------ | ----------------- | ---- | -------- |
| 6-10-1968  | Торонто  | Канада             | 4 – 0     | Бермудські Острови | Відбір до ЧС 1970 | 2    |          |
| 17-10-1968 | Торонто  | Канада             | 4 – 2     | США                | Відбір до ЧС 1970 | -    | 78'      |
| 20-10-1968 | Девоншир | Бермудські Острови | 0 – 0     | Канада             | Відбір до ЧС 1970 | -    |          |
| 27-10-1968 | Атланта  | США                | 1 – 0     | Канада             | Відбір до ЧС 1970 | -    |          |
| Усього     |          | Матчів             | 4         |                    | Голів             | 2    |          |

## Титули і досягнення
- Переможець Північноамериканської футбольної ліги (1):

«Атланта Чіфс»: 1968